# Journal d'un coopérant
Pour plus de détails, voir Fiche technique et Distribution.
 Journal d’un coopérant est un film québécois réalisé par Robert Morin et tourné au Burundi. On peut visualiser en ligne les séquences du journal d'un coopérant.

## Synopsis
Jean-Marc Phaneuf, un électronicien célibataire, se rend à Ujama, en Afrique, à titre de coopérant pour l'ONG « Radio du Monde ». Il découvre un pays accablé par la pauvreté, la famine, la guerre, la maladie et une scandaleuse inégalité sociale. Parallèlement, il y fait la rencontre d'un peuple joyeux, courageux, assoiffé de bonheur, de savoir et de dignité humaine. La caméra, qui lui sert de journal intime, lui permet également de dévoiler les rouages pour le moins douteux et inefficaces des ONG. Bien qu'elle mette en lumière certains efforts louables de la coopération internationale, l'investigation de Jean-Marc débouche irrémédiablement sur un constat terrible : l'aide humanitaire est une illusion, une utopie. Alors que ses idéaux finissent d'être anéantis à la suite d'une agression dont il est victime, Jean-Marc tombe sous l'emprise d'un amour qui s'avère impossible et qui le forcera à fuir l'Afrique en catastrophe. Cette finale laisse comprendre que Phaneuf participe à ce qu'il dénonce: un impérialisme bienveillant, symbolisé par ses désirs pédophiles.

## Fiche technique
- Titre français : Journal d'un coopérant
- Réalisation : Robert Morin
- Scénario : Robert Morin
- Musique : Bertrand Chénier
- Production : Stéphanie Morissette
- Pays d’origine :  Canada
- Langue : français
- Date de sortie : 26 mars 2010

## Autour du film
Le Journal d'un coopérant est le premier film québécois issu du Web 2.0. Du 3 décembre 2009 au 29 janvier 2010, le cinéaste Robert Morin, alias Jean-Marc Phaneuf, a diffusé sous forme de blogue les épisodes du film en devenir, alors que les internautes ont été invités à ajouter des commentaires contribuant à modifier l'histoire du film. 